# 衛星獎最佳男主角
衛星獎最佳男主角（Satellite Award for Best Actor）是衛星獎重要的獎項之一，頒發給年度最佳電影男演員，於1996年開始頒發。
1996年至2010年期間，變項劃分為「音樂及喜劇組」和「戲劇組」兩大組別，所以每年有兩名得獎者；直到2011年，全部電影歸於同一組別角遂獎項，2018年起再度拆分。

## 歷屆得主
"†" 代表奧斯卡金像獎得獎者，如無特別註明，則為「最佳男主角」得獎者。

"‡" 代表奧斯卡金像獎提名者，如無特別註明，則為「最佳男主角」提名者。

### 1990年代
| 音樂及喜劇組 | 音樂及喜劇組     | 音樂及喜劇組       | 戲劇組                                 | 戲劇組             |
| 年份         | 男演員           | 提名電影           | 男演員                                 | 提名電影           |
| ------------ | ---------------- | ------------------ | -------------------------------------- | ------------------ |
| 1996年       | 湯·告魯斯 ‡      | 《征服情海》       | 謝菲·路殊 †                            | 《閃亮的風采》     |
| 1996年       | 納坦·朗          | 《鳥籠》           | 比利·卜·科頓 ‡                         | 《豁達的天空》     |
| 1996年       | 積·尼高遜        | 《火星人玩轉地球》 | 賴夫·費恩斯 ‡                          | 《別問我是誰》     |
| 1996年       | 史丹利·特治      | 《今晚大件事》     | 威廉·H·梅西 ‡ (奧斯卡最佳男配角提名者) | 《雪花高離奇命案》 |
| 1996年       | 愛迪·梅菲        | 《肥佬教授》       | 基斯杜化·艾克斯頓                      | 《絕戀》           |
| 1996年       |                  |                    | 占士活士                               | 《狂人手記》       |
| 1997年       | 積·尼高遜 †      | 《貓屎先生》       | 羅拔·杜華 ‡                            | 《來自天上的聲音》 |
| 1997年       | 德斯汀·荷夫曼 ‡  | 《作大英雄》       | 麥·迪文 ‡                              | 《驕陽似我》       |
| 1997年       | 羅拔·卡萊爾      | 《光豬六壯士》     | 羅素·高爾                              | 《幕後嫌疑犯》     |
| 1997年       | 帕克·波西        | 《朝朝有話兒》     | 里安納度·狄卡比奧                      | 《泰坦尼克号》     |
| 1997年       | 湯美·李·鍾斯     | 《黑超特警組》     | 杰曼·翰苏                              | 《斷鎖怒潮》       |
| 1997年       | 奇雲·格連        | 《忽然囉囉攣》     | 麥克·華堡                              | 《一舉成名》       |
| 1998年       | 伊恩·班能        | 《孖你有得發》     | 愛德華·諾頓 ‡                          | 《美國X檔案》      |
| 1998年       | 大衛·凱利        | 《孖你有得發》     | 伊恩·麥基倫 ‡                          | 《魂斷夢工場》     |
| 1998年       | 米高·堅          | 《聲光乍洩》       | 尼克·諾爾蒂 ‡                          | 《苦難》           |
| 1998年       | 華倫·比提        | 《選舉追緝令》     | 史提芬·費亞                            | 《心太羈》         |
| 1998年       | 謝夫·布烈治      | 《大保齡離奇綁架》 | 布蘭頓·葛利森                          | 《永生的战士》     |
| 1998年       | 羅賓·威廉斯      | 《心靈點滴》       | 德雷克·雅可比                          | 《情迷畫色》       |
| 1999年       | 菲臘·西摩·荷夫曼 | 《生命雄風》       | 泰倫斯·史丹                            | 《至激雙雄》       |
| 1999年       | 辛·潘 ‡          | 《甜蜜與卑微》     | 羅素·高爾 ‡                            | 《奪命煙幕》       |
| 1999年       | 占·基利          | 《娛人先生》       | 李察·范斯禾夫 ‡                        | 《路直路彎》       |
| 1999年       | 尊尼·特普        | 《斷頭谷》         | 丹素·華盛頓 ‡                          | 《黑罪風雲》       |
| 1999年       | 路柏·艾弗烈      | 《妳想丈夫》       | 奇雲·史柏西 †                          | 《美麗有罪》       |
| 1999年       | 史提夫·扎恩      | 《走佬孖寶》       | 阿爾·柏仙奴                            | 《奪命煙幕》       |

### 2000年代
| 音樂及喜劇組 | 音樂及喜劇組       | 音樂及喜劇組                           | 戲劇組               | 戲劇組                   |
| 年份         | 男演員             | 提名電影                               | 男演員               | 提名電影                 |
| ------------ | ------------------ | -------------------------------------- | -------------------- | ------------------------ |
| 2000年       | 米高·德格拉斯      | 《完美的男人》                         | 謝菲·路殊 ‡          | 《性書狂人》             |
| 2000年       | 佐治·古尼          | 《逃獄三王》                           | 艾德·哈里斯 ‡        | 《波拉克與他的情人》     |
| 2000年       | 李察·基爾          | 《醫盡女人心》                         | 羅素·高爾 †          | 《帝國驕雄》             |
| 2000年       | 克里斯多弗·蓋斯特  | 《人狗對對碰》                         | 占美·比爾            | 《跳出我天地》           |
| 2000年       | 愛德華·諾頓        | 《男人愛美神》                         | 辛·康納利            | 《隔窗友緣》             |
| 2000年       | 愛迪·梅菲          | 《肥佬教授2》                          | 丹素·華盛頓          | 《熱血強人》             |
| 2001年       | 伊雲·麥葵格        | 《情陷紅磨坊》                         | 布萊恩·考克斯        | 《L.I.E.》               |
| 2001年       | 哥連·費夫          | 《BJ單身日記》                         | 羅素·高爾 ‡          | 《有你終生美麗》         |
| 2001年       | 真·赫曼            | 《天才一族》                           | 辛·潘 ‡              | 《不一樣的爸爸》         |
| 2001年       | 賓·史迪拿          | 《名模大間諜》                         | 丹素·華盛頓 †        | 《邊緣特訓》             |
| 2001年       | 約翰·金馬倫·米切爾 | 《妖型樂與怒》                         | 比利·卜·科頓         | 《孽愛傷痕》             |
| 2001年       | 克里斯·塔克        | 《火拼時速2》                          | 佳·皮雅斯            | 《凶心人》               |
| 2002年       | 基蘭·克金          | 《人間失格》                           | 米高·堅 ‡            | 《沉靜的美國人》         |
| 2002年       | 尼古拉斯·基治 ‡    | 《何必偏偏玩謝我》                     | 丹尼爾·戴-路易斯 ‡   | 《紐約風雲》             |
| 2002年       | 曉·格蘭            | 《單親插班生》                         | 積·尼高遜 ‡          | 《薯嘜先生》             |
| 2002年       | 山姆·洛克威尔      | 《危險性私隱》                         | 湯·漢斯              | 《末路驕陽》             |
| 2002年       | 阿隆·史丹佛        | 《誘惑我小媽》                         | 愛德華·諾頓          | 《轉捩一刻》             |
| 2002年       | 阿當·桑迪拿        | 《戀愛雞尾酒》                         | 羅賓·威廉斯          | 《戀相狂》               |
| 2003年       | 標·梅利 ‡          | 《迷失東京》                           | 辛·潘 †              | 《神秘河》               |
| 2003年       | 尊尼·特普 ‡        | 《魔盜王決戰鬼盜船》                   | 辛·潘                | 《21克》                 |
| 2003年       | 積·伯克            | 《摇滚校园》                           | 祖迪·羅 ‡            | 《亂世情天》             |
| 2003年       | 羅拔·唐尼          | 《奇探心魔》                           | 派迪·康斯丁          | 《紐約客》               |
| 2003年       | 保罗·吉亚玛提      | 《小人物狂想曲》                       | 凱頓·基斯登遜        | 《玻璃真相》             |
| 2003年       | 比利·卜·科頓       | 《聖誕有賊》                           | 湯·告魯斯            | 《最後武士》             |
| 2003年       |                    |                                        | 威廉·霍尔·梅西       | 《厄运急转弯》           |
| 2004年       | 占美·霍士 †        | 《雷之心靈傳奇》                       | 當·卓度 ‡            | 《盧旺達飯店》           |
| 2004年       | 占·基利            | 《無痛失戀》                           | 尊尼·特普 ‡          | 《小飛俠前傳之魔幻童心》 |
| 2004年       | 吉娜·瑪隆          | 《歌劇魅影》                           | 奇雲·貝根            | 《森林人》               |
| 2004年       | 保羅·吉亞瑪提      | 《酒佬日記》                           | 里安·尼遜            | 《引人入性》             |
| 2004年       | 奇雲·格連          | 《譜出愛戀曲》                         | 賈維爾·巴登          | 《情流心海》             |
| 2004年       | 標·梅利            | 《八個捕鯊的娛民》                     | 加路·加西亞·班奴     | 《哲古華拉少年日記》     |
| 2005年       | 泰伦斯·霍华德 ‡    | 《川流熙攘》                           | 菲利普·塞默·霍夫曼 † | 《冷血字傳》             |
| 2005年       | 華堅·馮力士 ‡      | 《弦途有你》                           | 希夫·烈達 ‡          | 《斷背山》               |
| 2005年       | 羅拔·唐尼          | 《冒牌神探撞親愛》                     | 大衛·斯特雷澤恩      | 《晚安，好運》           |
| 2005年       | 奇雲·高士拿        | 《愛你把幾火》                         | 積·佳蘭賀            | 《平頭日記》             |
| 2005年       | 施利安·梅菲        | 《教我如何不愛媽》                     | 湯美·李·鍾斯         | 《艾斯卡达的三次葬礼》   |
| 2005年       | 標·梅利            | 《當年相戀意中人》                     | 維高·摩天臣          | 《暴力效應》             |
| 2006年       | 約瑟夫·克羅斯      | 《怪誕家族》                           | 科力士·韋德加 †      | 《最後的蘇格蘭王》       |
| 2006年       | 沙格·畢朗·高漢     | 《波叔出城：哈薩克鄉下佬去美國搵著數》 | 里安納度·狄卡比奧 ‡  | 《血鑽》                 |
| 2006年       | 艾倫·艾克哈特      | 《吸煙無罪》                           | 賴恩·高斯寧 ‡        | 《我的左派老师》         |
| 2006年       | 韋·費路            | 《離奇過小說》                         | 約書亞·傑克遜        | 《北极光下》             |
| 2006年       | 彼得·奧圖          | 《末路爱神》                           | 派翠克·威尔森        | 《隔牆有心人》           |
| 2006年       |                    |                                        | 戴力·陸克            | 《揭竿而起》             |
| 2007年       | 賴恩·高斯寧        | 《充氣娃娃之戀》                       | 維高·摩天臣 ‡        | 《黑幕謎情》             |
| 2007年       | 當·卓度            | 《深情交談》                           | 湯美·李·鍾斯 ‡       | 《震撼效應》             |
| 2007年       | 李察·基爾          | 《大亨伪传》                           | 佐斯·布連            | 《二百萬奪命奇案》       |
| 2007年       | 賓·京士利          | 《爱情追杀令》                         | 基斯頓·比爾          | 《重見天日》             |
| 2007年       | 佳夫·奧雲          | 《史密斯先生》                         | 法蘭·朗基拿          | 《在结束裡开始》         |
| 2007年       | 薛夫·洛根          | 《弊傢伙…搞大咗》                      | 丹素·華盛頓          | 《犯罪帝國》             |
| 2008年       | 瑞吉·葛文          | 《鬼叫你追我老婆》                     | 理查德·詹金斯 ‡      | 《不速之客》             |
| 2008年       | 米高·施拿          | 《搖滾愛情譜曲》                       | 法蘭·朗基拿 ‡        | 《驚世真言》             |
| 2008年       | 山姆·洛克威尔      | 《窒色》                               | 米奇·洛克 ‡          | 《拼命戰羊》             |
| 2008年       | 麥克·雷法路        | 《騙騙喜歡妳》                         | 辛·潘 †              | 《夏菲米克的時代》       |
| 2008年       | 佐斯·布連          | 《殊不簡單》                           | 里安納度·狄卡比奧    | 《浮生路》               |
| 2008年       | 布蘭頓·葛利森      | 《殺手沒有假期》                       | 麥克·雷法路          | 《好汉不死》             |
| 2009年       | 米高·舒伯          | 《非常戇男離奇失婚》                   | 謝洛美·維納 ‡        | 《拆彈雄心》             |
| 2009年       | 佐治·古尼          | 《寡佬飛行日記》                       | 哥連·費夫 ‡          | 《單身男人》             |
| 2009年       | 畢列·谷巴          | 《醉爆伴郎團》                         | 謝夫·布烈治 †        | 《聲聲相識》             |
| 2009年       | 麥·迪文            | 《大镬密探》                           | 休·丹西              | 《亚当不好当》           |
| 2009年       | 丹尼爾·戴-路易斯   | 《華麗后台》                           | 尊尼·特普            | 《大犯罪家》             |
| 2009年       |                    |                                        | 米高·辛              | 《玩轉列斯聯》           |

### 2010年代
| 音樂及喜劇組        | 音樂及喜劇組          | 音樂及喜劇組                                                                  | 戲劇組                                                                        | 戲劇組                     |
| 年份                | 男演員                | 提名電影                                                                      | 男演員                                                                        | 提名電影                   |
| ------------------- | --------------------- | ----------------------------------------------------------------------------- | ----------------------------------------------------------------------------- | -------------------------- |
| 2010年              | 麥可·塞拉             | 《歪小子史考特》                                                              | 柯林·佛斯 †                                                                   | 《王者之聲：宣戰時刻》     |
| 2010年              | 史提夫·卡爾           | 《豬頭晚餐》                                                                  | 哈維爾·巴登 ‡                                                                 | 《美麗末日》               |
| 2010年              | 羅曼·杜里斯           | 《戀愛救火隊》                                                                | 傑夫·布里吉 ‡                                                                 | 《真實的勇氣》             |
| 2010年              | 安迪·加西亞           | 《我的怪咖家庭》                                                              | 傑西·艾森柏格 ‡                                                               | 《社群網戰》               |
| 2010年              | 約翰·馬克維奇         | 《超危險特工》                                                                | 詹姆斯·法蘭科 ‡                                                               | 《127小時》                |
| 2010年              | 傑克·葛倫霍           | 《愛情藥不藥》                                                                | 雷恩·葛斯林                                                                   | 《藍色情人節》             |
| 2010年              | 約翰·C·萊利           | 《賽勒斯》                                                                    | 萊昂納多·迪卡普里奧                                                           | 《全面啟動》               |
| 2010年              |                       |                                                                               | 麥克·道格拉斯                                                                 | 《孤獨的人》               |
| 2011年              |                       |                                                                               |                                                                               |                            |
| 雷恩·葛斯林         | 《落日車神》          | 2011年-2017年 沒有劃分音樂及喜劇類電影和劇情類電影 全部歸於同一組別角遂獎項。 | 2011年-2017年 沒有劃分音樂及喜劇類電影和劇情類電影 全部歸於同一組別角遂獎項。 |                            |
| 喬治·克隆尼 ‡       | 《繼承人生》          | 2011年-2017年 沒有劃分音樂及喜劇類電影和劇情類電影 全部歸於同一組別角遂獎項。 | 2011年-2017年 沒有劃分音樂及喜劇類電影和劇情類電影 全部歸於同一組別角遂獎項。 |                            |
| 蓋瑞·歐德曼 ‡       | 《諜影行動》          | 2011年-2017年 沒有劃分音樂及喜劇類電影和劇情類電影 全部歸於同一組別角遂獎項。 | 2011年-2017年 沒有劃分音樂及喜劇類電影和劇情類電影 全部歸於同一組別角遂獎項。 |                            |
| 布萊德·彼特 ‡       | 《魔球》              | 2011年-2017年 沒有劃分音樂及喜劇類電影和劇情類電影 全部歸於同一組別角遂獎項。 | 2011年-2017年 沒有劃分音樂及喜劇類電影和劇情類電影 全部歸於同一組別角遂獎項。 |                            |
| 萊昂納多·迪卡普里奧 | 《強·艾德格》         | 2011年-2017年 沒有劃分音樂及喜劇類電影和劇情類電影 全部歸於同一組別角遂獎項。 | 2011年-2017年 沒有劃分音樂及喜劇類電影和劇情類電影 全部歸於同一組別角遂獎項。 |                            |
| 麥可·法斯賓達       | 《性愛成隱的男人》    | 2011年-2017年 沒有劃分音樂及喜劇類電影和劇情類電影 全部歸於同一組別角遂獎項。 | 2011年-2017年 沒有劃分音樂及喜劇類電影和劇情類電影 全部歸於同一組別角遂獎項。 |                            |
| 布蘭頓·葛利森       | 《看守員》            | 2011年-2017年 沒有劃分音樂及喜劇類電影和劇情類電影 全部歸於同一組別角遂獎項。 | 2011年-2017年 沒有劃分音樂及喜劇類電影和劇情類電影 全部歸於同一組別角遂獎項。 |                            |
| 湯姆·哈迪           | 《勇者無敵》          | 2011年-2017年 沒有劃分音樂及喜劇類電影和劇情類電影 全部歸於同一組別角遂獎項。 | 2011年-2017年 沒有劃分音樂及喜劇類電影和劇情類電影 全部歸於同一組別角遂獎項。 |                            |
| 伍迪·哈里遜         | 《野獸特警》          | 2011年-2017年 沒有劃分音樂及喜劇類電影和劇情類電影 全部歸於同一組別角遂獎項。 | 2011年-2017年 沒有劃分音樂及喜劇類電影和劇情類電影 全部歸於同一組別角遂獎項。 |                            |
| 麥可·夏儂           | 《歷劫重生》          | 2011年-2017年 沒有劃分音樂及喜劇類電影和劇情類電影 全部歸於同一組別角遂獎項。 | 2011年-2017年 沒有劃分音樂及喜劇類電影和劇情類電影 全部歸於同一組別角遂獎項。 |                            |
| 2012年              | 布萊德利·庫柏 ‡       | 2011年-2017年 沒有劃分音樂及喜劇類電影和劇情類電影 全部歸於同一組別角遂獎項。 | 2011年-2017年 沒有劃分音樂及喜劇類電影和劇情類電影 全部歸於同一組別角遂獎項。 | 《派特的幸福劇本》         |
| 2012年              | 丹尼爾·戴-路易斯 †    | 2011年-2017年 沒有劃分音樂及喜劇類電影和劇情類電影 全部歸於同一組別角遂獎項。 | 2011年-2017年 沒有劃分音樂及喜劇類電影和劇情類電影 全部歸於同一組別角遂獎項。 | 《林肯》                   |
| 2012年              | 休·傑克曼 ‡           | 2011年-2017年 沒有劃分音樂及喜劇類電影和劇情類電影 全部歸於同一組別角遂獎項。 | 2011年-2017年 沒有劃分音樂及喜劇類電影和劇情類電影 全部歸於同一組別角遂獎項。 | 《悲慘世界》               |
| 2012年              | 瓦昆·菲尼克斯 ‡       | 2011年-2017年 沒有劃分音樂及喜劇類電影和劇情類電影 全部歸於同一組別角遂獎項。 | 2011年-2017年 沒有劃分音樂及喜劇類電影和劇情類電影 全部歸於同一組別角遂獎項。 | 《世紀教主》               |
| 2012年              | 丹佐·華盛頓 ‡         | 2011年-2017年 沒有劃分音樂及喜劇類電影和劇情類電影 全部歸於同一組別角遂獎項。 | 2011年-2017年 沒有劃分音樂及喜劇類電影和劇情類電影 全部歸於同一組別角遂獎項。 | 《機密真相》               |
| 2012年              | 约翰·霍克斯           | 2011年-2017年 沒有劃分音樂及喜劇類電影和劇情類電影 全部歸於同一組別角遂獎項。 | 2011年-2017年 沒有劃分音樂及喜劇類電影和劇情類電影 全部歸於同一組別角遂獎項。 | 《聖手回春》               |
| 2012年              | 歐馬·希               | 2011年-2017年 沒有劃分音樂及喜劇類電影和劇情類電影 全部歸於同一組別角遂獎項。 | 2011年-2017年 沒有劃分音樂及喜劇類電影和劇情類電影 全部歸於同一組別角遂獎項。 | 《无法触碰》               |
| 2013年              | 馬修·麥康納 †         | 2011年-2017年 沒有劃分音樂及喜劇類電影和劇情類電影 全部歸於同一組別角遂獎項。 | 2011年-2017年 沒有劃分音樂及喜劇類電影和劇情類電影 全部歸於同一組別角遂獎項。 | 《續命梟雄》               |
| 2013年              | 克里斯汀·貝爾 ‡       | 2011年-2017年 沒有劃分音樂及喜劇類電影和劇情類電影 全部歸於同一組別角遂獎項。 | 2011年-2017年 沒有劃分音樂及喜劇類電影和劇情類電影 全部歸於同一組別角遂獎項。 | 《瞞天大佈局》             |
| 2013年              | 布魯斯·鄧恩 ‡         | 2011年-2017年 沒有劃分音樂及喜劇類電影和劇情類電影 全部歸於同一組別角遂獎項。 | 2011年-2017年 沒有劃分音樂及喜劇類電影和劇情類電影 全部歸於同一組別角遂獎項。 | 《內布拉斯加》             |
| 2013年              | 萊昂納多·迪卡普里奧 ‡ | 2011年-2017年 沒有劃分音樂及喜劇類電影和劇情類電影 全部歸於同一組別角遂獎項。 | 2011年-2017年 沒有劃分音樂及喜劇類電影和劇情類電影 全部歸於同一組別角遂獎項。 | 《華爾街之狼》             |
| 2013年              | 奇維托·艾吉佛 ‡       | 2011年-2017年 沒有劃分音樂及喜劇類電影和劇情類電影 全部歸於同一組別角遂獎項。 | 2011年-2017年 沒有劃分音樂及喜劇類電影和劇情類電影 全部歸於同一組別角遂獎項。 | 《为奴十二年》             |
| 2013年              | 湯姆·漢克             | 2011年-2017年 沒有劃分音樂及喜劇類電影和劇情類電影 全部歸於同一組別角遂獎項。 | 2011年-2017年 沒有劃分音樂及喜劇類電影和劇情類電影 全部歸於同一組別角遂獎項。 | 《怒海劫》                 |
| 2013年              | 勞勃·瑞福             | 2011年-2017年 沒有劃分音樂及喜劇類電影和劇情類電影 全部歸於同一組別角遂獎項。 | 2011年-2017年 沒有劃分音樂及喜劇類電影和劇情類電影 全部歸於同一組別角遂獎項。 | 《怒海求生》               |
| 2013年              | 佛瑞斯·惠特克         | 2011年-2017年 沒有劃分音樂及喜劇類電影和劇情類電影 全部歸於同一組別角遂獎項。 | 2011年-2017年 沒有劃分音樂及喜劇類電影和劇情類電影 全部歸於同一組別角遂獎項。 | 《白宮第一管家》           |
| 2014年              | 米高·基頓 ‡           | 2011年-2017年 沒有劃分音樂及喜劇類電影和劇情類電影 全部歸於同一組別角遂獎項。 | 2011年-2017年 沒有劃分音樂及喜劇類電影和劇情類電影 全部歸於同一組別角遂獎項。 | 《鳥人》                   |
| 2014年              | 班奈狄克·康柏拜區 ‡   | 2011年-2017年 沒有劃分音樂及喜劇類電影和劇情類電影 全部歸於同一組別角遂獎項。 | 2011年-2017年 沒有劃分音樂及喜劇類電影和劇情類電影 全部歸於同一組別角遂獎項。 | 《模仿遊戲》               |
| 2014年              | 史提夫·卡爾 ‡         | 2011年-2017年 沒有劃分音樂及喜劇類電影和劇情類電影 全部歸於同一組別角遂獎項。 | 2011年-2017年 沒有劃分音樂及喜劇類電影和劇情類電影 全部歸於同一組別角遂獎項。 | 《獵狐捕手》               |
| 2014年              | 艾迪·瑞德曼 †         | 2011年-2017年 沒有劃分音樂及喜劇類電影和劇情類電影 全部歸於同一組別角遂獎項。 | 2011年-2017年 沒有劃分音樂及喜劇類電影和劇情類電影 全部歸於同一組別角遂獎項。 | 《万物理论》               |
| 2014年              | 傑克·葛倫霍           | 2011年-2017年 沒有劃分音樂及喜劇類電影和劇情類電影 全部歸於同一組別角遂獎項。 | 2011年-2017年 沒有劃分音樂及喜劇類電影和劇情類電影 全部歸於同一組別角遂獎項。 | 《頭條殺機》               |
| 2014年              | 大衛·歐洛沃           | 2011年-2017年 沒有劃分音樂及喜劇類電影和劇情類電影 全部歸於同一組別角遂獎項。 | 2011年-2017年 沒有劃分音樂及喜劇類電影和劇情類電影 全部歸於同一組別角遂獎項。 | 《馬丁·路德·金－夢想之路》 |
| 2014年              | 麥爾斯·泰勒           | 2011年-2017年 沒有劃分音樂及喜劇類電影和劇情類電影 全部歸於同一組別角遂獎項。 | 2011年-2017年 沒有劃分音樂及喜劇類電影和劇情類電影 全部歸於同一組別角遂獎項。 | 《爆裂鼓手》               |
| 2015年              | 萊昂納多·迪卡普里奧 † | 2011年-2017年 沒有劃分音樂及喜劇類電影和劇情類電影 全部歸於同一組別角遂獎項。 | 2011年-2017年 沒有劃分音樂及喜劇類電影和劇情類電影 全部歸於同一組別角遂獎項。 | 《復仇勇者》               |
| 2015年              | 麥特·戴蒙 ‡           | 2011年-2017年 沒有劃分音樂及喜劇類電影和劇情類電影 全部歸於同一組別角遂獎項。 | 2011年-2017年 沒有劃分音樂及喜劇類電影和劇情類電影 全部歸於同一組別角遂獎項。 | 《絕地救援》               |
| 2015年              | 麥可·法斯賓達 ‡       | 2011年-2017年 沒有劃分音樂及喜劇類電影和劇情類電影 全部歸於同一組別角遂獎項。 | 2011年-2017年 沒有劃分音樂及喜劇類電影和劇情類電影 全部歸於同一組別角遂獎項。 | 《時代教主：喬布斯》       |
| 2015年              | 艾迪·瑞德曼 ‡         | 2011年-2017年 沒有劃分音樂及喜劇類電影和劇情類電影 全部歸於同一組別角遂獎項。 | 2011年-2017年 沒有劃分音樂及喜劇類電影和劇情類電影 全部歸於同一組別角遂獎項。 | 《丹麥女孩》               |
| 2015年              | 強尼·戴普             | 2011年-2017年 沒有劃分音樂及喜劇類電影和劇情類電影 全部歸於同一組別角遂獎項。 | 2011年-2017年 沒有劃分音樂及喜劇類電影和劇情類電影 全部歸於同一組別角遂獎項。 | 《極黑勢力》               |
| 2015年              | 湯姆·哈迪             | 2011年-2017年 沒有劃分音樂及喜劇類電影和劇情類電影 全部歸於同一組別角遂獎項。 | 2011年-2017年 沒有劃分音樂及喜劇類電影和劇情類電影 全部歸於同一組別角遂獎項。 | 《金牌黑幫》               |
| 2015年              | 威爾·史密斯           | 2011年-2017年 沒有劃分音樂及喜劇類電影和劇情類電影 全部歸於同一組別角遂獎項。 | 2011年-2017年 沒有劃分音樂及喜劇類電影和劇情類電影 全部歸於同一組別角遂獎項。 | 《震盪效應》               |
| 2016年              | 安德魯·加菲爾德 ‡     | 2011年-2017年 沒有劃分音樂及喜劇類電影和劇情類電影 全部歸於同一組別角遂獎項。 | 2011年-2017年 沒有劃分音樂及喜劇類電影和劇情類電影 全部歸於同一組別角遂獎項。 | 《鋼鋸嶺》                 |
| 2016年              | 維果·莫天森 ‡         | 2011年-2017年 沒有劃分音樂及喜劇類電影和劇情類電影 全部歸於同一組別角遂獎項。 | 2011年-2017年 沒有劃分音樂及喜劇類電影和劇情類電影 全部歸於同一組別角遂獎項。 | 《神奇隊長》               |
| 2016年              | 丹佐·華盛頓 ‡         | 2011年-2017年 沒有劃分音樂及喜劇類電影和劇情類電影 全部歸於同一組別角遂獎項。 | 2011年-2017年 沒有劃分音樂及喜劇類電影和劇情類電影 全部歸於同一組別角遂獎項。 | 《籬笆內的風暴》           |
| 2016年              | 雷恩·葛斯林 ‡         | 2011年-2017年 沒有劃分音樂及喜劇類電影和劇情類電影 全部歸於同一組別角遂獎項。 | 2011年-2017年 沒有劃分音樂及喜劇類電影和劇情類電影 全部歸於同一組別角遂獎項。 | 《星聲夢裡人》             |
| 2016年              | 凱西·艾佛列克 †       | 2011年-2017年 沒有劃分音樂及喜劇類電影和劇情類電影 全部歸於同一組別角遂獎項。 | 2011年-2017年 沒有劃分音樂及喜劇類電影和劇情類電影 全部歸於同一組別角遂獎項。 | 《海邊的曼徹斯特》         |
| 2016年              | 喬爾·埃哲頓           | 2011年-2017年 沒有劃分音樂及喜劇類電影和劇情類電影 全部歸於同一組別角遂獎項。 | 2011年-2017年 沒有劃分音樂及喜劇類電影和劇情類電影 全部歸於同一組別角遂獎項。 | 《愛侶》                   |
| 2016年              | 湯姆·漢克             | 2011年-2017年 沒有劃分音樂及喜劇類電影和劇情類電影 全部歸於同一組別角遂獎項。 | 2011年-2017年 沒有劃分音樂及喜劇類電影和劇情類電影 全部歸於同一組別角遂獎項。 | 《薩利機長：迫降奇蹟》     |
| 2016年              | 喬瑟夫·高登-李維      | 2011年-2017年 沒有劃分音樂及喜劇類電影和劇情類電影 全部歸於同一組別角遂獎項。 | 2011年-2017年 沒有劃分音樂及喜劇類電影和劇情類電影 全部歸於同一組別角遂獎項。 | 《神鬼駭客：史諾登》       |
| 2017年              | 蓋瑞·歐德曼 †         | 2011年-2017年 沒有劃分音樂及喜劇類電影和劇情類電影 全部歸於同一組別角遂獎項。 | 2011年-2017年 沒有劃分音樂及喜劇類電影和劇情類電影 全部歸於同一組別角遂獎項。 | 《最黑暗的時刻》           |
| 2017年              | 哈里·迪恩·斯坦頓 §    | 2011年-2017年 沒有劃分音樂及喜劇類電影和劇情類電影 全部歸於同一組別角遂獎項。 | 2011年-2017年 沒有劃分音樂及喜劇類電影和劇情類電影 全部歸於同一組別角遂獎項。 | 《老幸運》                 |
| 2017年              | 丹尼爾·戴-劉易斯 ‡    | 2011年-2017年 沒有劃分音樂及喜劇類電影和劇情類電影 全部歸於同一組別角遂獎項。 | 2011年-2017年 沒有劃分音樂及喜劇類電影和劇情類電影 全部歸於同一組別角遂獎項。 | 《霓裳魅影》               |
| 2017年              | 詹姆斯·法蘭科         | 2011年-2017年 沒有劃分音樂及喜劇類電影和劇情類電影 全部歸於同一組別角遂獎項。 | 2011年-2017年 沒有劃分音樂及喜劇類電影和劇情類電影 全部歸於同一組別角遂獎項。 | 《大災難家》               |
| 2017年              | 傑克·葛倫霍           | 2011年-2017年 沒有劃分音樂及喜劇類電影和劇情類電影 全部歸於同一組別角遂獎項。 | 2011年-2017年 沒有劃分音樂及喜劇類電影和劇情類電影 全部歸於同一組別角遂獎項。 | 《你是我的勇氣》           |
| 2017年              | 羅伯·派汀森           | 2011年-2017年 沒有劃分音樂及喜劇類電影和劇情類電影 全部歸於同一組別角遂獎項。 | 2011年-2017年 沒有劃分音樂及喜劇類電影和劇情類電影 全部歸於同一組別角遂獎項。 | 《失速夜狂奔》             |
| 2017年              | 杰瑞米·雷纳           | 2011年-2017年 沒有劃分音樂及喜劇類電影和劇情類電影 全部歸於同一組別角遂獎項。 | 2011年-2017年 沒有劃分音樂及喜劇類電影和劇情類電影 全部歸於同一組別角遂獎項。 | 《極地追擊》               |
| 2018年              | 雷米·馬利克 †         | 《波希米亞狂想曲》                                                            | 威廉·達佛 ‡                                                                   | 《梵谷：在永恆之門》       |
| 2018年              | 布萊德利·庫柏 ‡       | 《星夢情深》                                                                  | 盧卡斯·海吉斯                                                                 | 《被抹去的男孩》           |
| 2018年              | 維果·莫天森 ‡         | 《幸福綠皮書》                                                                | 勞勃·瑞福                                                                     | 《老人與槍》               |
| 2018年              | 尼克·羅賓森           | 《親愛的初戀》                                                                | 瑞恩·高斯林                                                                   | 《登月先鋒》               |
| 2018年              | 林-曼努爾·米蘭達      | 《愛·滿人間》                                                                 | 伊森·霍克                                                                     | 《牧師的最後誘惑》         |
| 2018年              | 約翰·大衛·華盛頓      | 《黑色黨徒》                                                                  | 賓·科士打                                                                     | 《荒野之心》               |
| 2019年              | 泰隆·艾奇頓           | 《火箭人》                                                                    | 克里斯汀·貝爾                                                                 | 《賽道狂人》               |
| 2019年              | 丹尼尔·克雷格         | 《鋒迴路轉》                                                                  | 亞當·崔佛                                                                     | 《婚姻故事》               |
| 2019年              | 莱昂纳多·迪卡普里奥   | 《從前，有個好萊塢》                                                          | 安东尼奥·班德拉斯                                                             | 《痛苦與榮耀》             |
| 2019年              | 艾迪·墨菲             | 《我叫多麥特》                                                                | 乔治·麦凯 (演员)                                                              | 《1917》                   |
| 2019年              | 亞當·山德勒           | 《原钻》                                                                      | 華堅·馮力士                                                                   | 《小丑》                   |
| 2019年              | 塔伊加·維迪提         | 《兔嘲男孩》                                                                  | 马克·鲁法洛                                                                   | 《黑水》                   |

### 2020年代
| 音樂及喜劇組 | 音樂及喜劇組     | 音樂及喜劇組               | 戲劇組                  | 戲劇組                 |
| 年份         | 男演員           | 提名電影                   | 男演員                  | 提名電影               |
| ------------ | ---------------- | -------------------------- | ----------------------- | ---------------------- |
| 2020年       | 沙查·巴隆·科恩   | 《芭樂特電影續集》         | 里兹·阿迈德             | 《金属之声》           |
| 2020年       | 林-曼努爾·米蘭達 | 《汉密尔顿》               | 查德維克·博斯曼（追授） | 《蓝调天后》           |
| 2020年       | 小萊斯利·奧多姆  | 《汉密尔顿》               | 安東尼·霍普金斯         | 《困在时间里的父亲》   |
| 2020年       | 戴夫·帕特尔      | 《大卫·科波菲尔个人史》    | 德尔罗伊·林多           | 《誓血五人组》         |
| 2020年       | 安迪·萨姆伯格    | 《棕榈泉》                 | 加里·奧德曼             | 《曼克》               |
| 2020年       |                  |                            | 史蒂文·連               | 《夢想之地》           |
| 2021年       | 安德魯·加菲爾德  | 《倒數時刻》               | 班奈狄克·康柏拜區       | 《犬山記》             |
| 2021年       | 彼特·丁拉基      | 《情聖西哈諾》             | 小克利夫頓·柯林斯       | 《骑师》               |
| 2021年       | 安東尼·拉莫斯    | 《紐約高地》               | 華堅·馮力士             | 《呼朋引伴》           |
| 2021年       |                  |                            | 汤姆·斯凯里特           | 《梦寄东山》           |
| 2021年       |                  |                            | 威爾·史密斯             | 《王者理查》           |
| 2021年       |                  |                            | 丹泽尔·华盛顿           | 《馬克白》             |
| 2022年       | 奥斯汀·巴特勒    | 《貓王艾維斯》             | 布蘭登·費雪             | 《我的鯨魚老爸》       |
| 2022年       | 迪亞哥·卡爾瓦    | 《巴比倫》                 | 湯姆·克魯斯             | 《捍衛戰士：獨行俠》   |
| 2022年       | 丹尼尔·克雷格    | 《鋒迴路轉：抽絲剝繭》     | 休·傑克曼               | 《愛·子》              |
| 2022年       | 科林·法雷尔      | 《伊尼舍林的女妖》         | 加布·拉貝爾             | 《法貝爾曼》           |
| 2022年       | 雷夫·范恩斯      | 《五星饗魘》               | 比·乃爾                 | 《生之欲》             |
| 2022年       | 亞當·山德勒      | 《必勝球探》               | 馬克·華伯格             | 《斯图神父》           |
| 2023年       | 保罗·吉亚玛提    | 《滯留生》                 | 基利安·墨菲             | 《奧本海默》           |
| 2023年       | 尼古拉斯·凯奇    | 《夢行者保羅》             | 布萊德利·庫柏           | 《音乐大师》           |
| 2023年       | 貝瑞·柯根        | 《萨特本》                 | 莱昂纳多·迪卡普里奥     | 《花月殺手》           |
| 2023年       | 華堅·馮力士      | 《寶可噩夢》               | 柯爾曼·多明戈           | 《鲁斯汀》             |
| 2023年       | 傑佛瑞·萊特      | 《美国小说》               | 法蘭茲·羅戈斯基         | 《慾流雙行道》         |
| 2023年       |                  |                            | 安德鲁·斯科特           | 《都是陌生人》         |
| 2024年       | 基思·库普费勒    | 《灵灯》                   | 柯爾曼·多明戈           | 《监狱剧院》           |
| 2024年       | 傑西·艾森柏格    | 《真正的痛苦》             | 阿德里安·布罗迪         | 《粗野派》             |
| 2024年       | 瑞恩·高斯林      | 《特技玩家》               | 提摩西·夏勒梅           | 《巴布狄倫：搖滾詩人》 |
| 2024年       | 米高·基頓        | 《陰間大法師 Beetlejuice》 | 丹尼尔·克雷格           | 《酷儿》               |
| 2024年       | 约翰·马加罗      | 《德州小可怜》             | 雷夫·范恩斯             | 《教宗選戰》           |
| 2024年       |                  |                            | 休·格蘭特               | 《異教詭屋》           |